# ویندسور (نیوجرسی)
ویندسور (به انگلیسی: Windsor) یک منطقهٔ مسکونی در ایالات متحده آمریکا است که در راببینسویل، نیوجرسی واقع شده‌است. ویندسور ۲۲۶ نفر جمعیت دارد و ۳۱ متر بالاتر از سطح دریا واقع شده‌است.